# Estación de Rüti (Zúrich)
La estación de Rüti es un estación ferroviaria de la comuna suiza de Rüti, en el Cantón de Zúrich.

## Situación
Fue inaugurada en 1857 con la apertura del tramo Uster - Rapperswil, que completaba la línea Wallisellen - Rapperswil, también conocida como Glatthalbahn. En 1876 se completó el tramo Wald - Rüti que la unía con Winterthur mediante el Tösstalbahn. La estación está ubicada en el centro del núcleo urbano de Rüti. Cuenta con dos andenes, uno lateral y otro central a los que acceden tres vías pasantes, a las que hay que sumar varias vías muertas en el este de la estación y un ramal que nace en el oeste de esta para dar servicio a una industria cercana.
En términos ferroviarios, la estación se sitúa en la línea Wallisellen - Uster - Wetzikon - Rapperswil, más conocida como Glatthalbahn y es el punto de partida del ferrocarril conocido como Tösstalbahn que conduce hasta Winterthur. Sus dependencias ferroviarias colaterales son la estación de Bubikon hacia Wallisellen, la estación de Tann-Dürnten hacia Winterthur y la estación de Jona en dirección Rapperswil.

## Servicios ferroviarios
Por la estación paran varias líneas de cercanías pertenecientes a la red S-Bahn Zúrich:
- S 5 Zug – Affoltern am Albis – Zúrich HB – Uster – Pfäffikon SZ
- S 15 Rapperswil – Uster – Zúrich HB – Oberglatt – Niederweningen
- S 26 Winterthur – Bauma – Rüti ZH
- S N5 Bülach – Zúrich HB – Uster - Rapperswil – Pfäffikon SZ

Estas líneas permiten una comunicación frecuente a lugares como Zúrich, Winterthur, Rapperswil, Pfäffikon o Schaffhausen. Además, los viernes y sábados por la noche se suma la línea S N5  entre Pfäffikon y Bülach para ofrecer conexión nocturna con las comunas más cercanas.